# Балеарский диалект каталанского языка
Балеарский диалект (кат. català balear) — диалект каталанского языка, распространенный на Балеарских островах (острова Майорка, Менорка и Ивиса). Этот диалект входит в группу восточных диалектов каталанского языка.
На каталанском языке на Балеарских островах говорят 746 792 человека, что составляет 87,6 % населения.
Основу современного населения Балеарских островов составили каталаноязычные переселенцы из современных комарок Альт-Эмпорда и Баш-Эмпорда, а также из Руссильона. Балеарский диалект сохраняет некоторые черты говоров этих районов.
Иногда балеарский диалект считают отдельным романским языком — кат. Sa Llengo Baléà, регулированием языка занимается маловлиятельная Академия балеарского языка (кат. S'Academia de sa Llengo Baléà). Тем не менее, обособленность от каталанского языка не признается ни правительством Балеарских островов, ни большинством филологов-романистов

## Говоры диалекта
В балеарском диалекте выделяют следующие говоры (субдиалекты) и подговоры:
- Мальоркин
  - Сольерский подговор
  - Польенсский подговор
- Меноркский субдиалект
  - Меноркский восточный подговор
  - Меноркский западный подговор
- Ивисский субдиалект
  - Ивисский сельский восточный подговор
  - Ивисский сельский западный подговор
  - Ивисский городской подговор

## Фонетика
- Ударные гласные:
  - Переход в нейтральный [ə] ударного e, что происходит от закрытого латинского e (ранее эта черта была присуща всем восточнокаталанским диалектам): tauleta [təwˈlətə], vermell [vərˈməj]. На части острова Менорка и в некоторых районах Ивисы и Майорки нейтральный ударный [ə] переходит в открытое [ɛ].
  - В группе глагол + слабое местоимение ударение переходит на местоимение (за исключением ивисского субдиалекта), например comprar-ne произносится как [komprər’nə] или [komprən’nə].
- Безударные гласные:
  - Исчезновение a в словах, где ударение ставится не по общим правилам (то есть там, где ударение обозначается на письме), если эти слова заканчиваются на ia: glòria [ˈglɔɾi] (на большей части Майорки)
  - Упрощение групп gua и qua до go и ko, если на них не падает ударение (и в любой позиции на Ивисе): aigo, llengo, colque и т. п.
  - В майоркском субдиалекте безударное o не переходит в u. В муниципалитете Сольер (см. Сольерский подговор), в меноркском и ивисском говорах безударное o переходит в u, как и у остальных восточнокаталанских диалектов. В части Майорки o переходит в u, если в следующем слоге есть [i] или [u] (conill, comú).
- Согласные:
  - В балеарском диалекте фиксируется «йотизация», то есть переход [λ] в [j] («йот»): cella [ˈsəjə], tallar [təˈja]
  - Отсутствует явление «бетацизма», то есть v не переходит в b
  - Конечное r произносится лишь в некоторых словах: per, pur, sor и неологизмах
  - В майоркском и меноркском субдиалектах фиксируются многочисленные случаи ассимиляции согласных, например cap moix произносится как cam moix

|               |               | Губно-губные | Губно-зубные | Зубные / Альвеолярные | Палатальные | Заднеязычные |
| ------------- | ------------- | ------------ | ------------ | --------------------- | ----------- | ------------ |
| Носовые       | Носовые       | m            |              | n                     | ɲ           | ŋ            |
| Взрывные      | глухой        | p            |              | t̪                     | c ~ k       | c ~ k        |
| Взрывные      | звонкий       | b            |              | d̪                     | ɟ ~ ɡ       | ɟ ~ ɡ        |
| Аффрикаты     | глухой        |              |              | ts                    | tɕ          |              |
| Аффрикаты     | звонкий       |              |              | dz                    | dʑ          |              |
| Фрикативные   | глухой        |              | f            | s                     | ɕ           |              |
| Фрикативные   | звонкий       |              | v            | z                     | ʑ           |              |
| Дрожащие      | Дрожащие      |              |              | r                     |             |              |
| Одноударные   | Одноударные   |              |              | ɾ                     |             |              |
| Аппроксиманты | Аппроксиманты |              |              |                       | j           | w            |
| Боковые       | Боковые       |              |              | l                     | ʎ           |              |

## Морфология и синтаксис
- Широко употребляется артикль «салат»: es, sa, ses, s'. В некоторых субдиалектах артикль мужского рода es употребляется в форме so после amb. Несмотря на это, в некоторых устоявшихся выражениях употребляются нормативные артикли el и la: la mar, el bisbe, el Barça, la setmana que ve и т. п. (в некоторых муниципалитетах артикль «салат» употребляется всегда, например в Сольере говорят es carrer de sa mar. В муниципалитете Польенса (см. Польенсский подговор) артикль «салат» не употребляют.
- Артикли en, n' (перед гласной) и na употребляются перед именами собственными.
- Фиксируется выпадение конечного -o в глаголах первого лица единственного числа.
- Глаголы первого спряжения (на -ar) имеют окончания, отличающиеся от парадигмы в литературном языке (в первом и втором лицах множественного числа — cantam и cantau, прошедшее незавершённое время сослагательного наклонения [imperfet de subjuntiu] — cantàs, cantassis или cantasses и т. п.)
- Порядок слабых местоимений перед глаголом меняется в комбинации двух местоимений: la me dóna, el se menja вместо me la dóna, se’l menja, однако me’n dóna и se’n menja

## Лексика
- Регионализмы
  - al·lot (вместо noi — «юноша»), ca или cus, cussa (вместо gos, gossa — «пёс»), moix (вместо gat — «кот»), cercar, besada, brossat (вместо mató — «белый сыр»), capell (вместо barret) и т. д.
- Варианты литературной нормы
  - cotxo (в литературном языке употребляется cotxe — «авто, машина»), sebre (saber — «знать»), veïnat (veí — «сосед»)